# Колонна, Виттория
Витто́рия Коло́нна, маркиза де Пескара (итал. Vittoria Colonna; 1490/1492, Кастелло Марино, Альбанские холмы вблизи Рима — 15 февраля 1547, Рим) — знаменитая итальянская поэтесса эпохи итальянского Возрождения, влиятельный интеллектуал своего времени, друг Микеланджело, занимавшая в его сердце главное место на протяжении десятилетия (с 1537 года, когда они сблизились, и до дня её смерти). Отличалась безупречным целомудрием и благочестием, считается наиболее успешной и известной поэтессой своей эпохи. Большинство её стихотворений посвящено духовной тематике, любви к Богу.

## Биография
Дочь великого коннетабля Фабрицио Колонны и Агнессы да Монтефельтро (дочери знаменитого Федериго, герцога Урбино). В возрасте четырёх лет она была помолвлена с Фернандо д'Авалосом (Франческо Ферранте де Пескара), с отцом которого, маркизом Пескары, её отец был очень дружен. Имела единственного брата Асканио (1500—1557), носившего впоследствии титулы герцог ди Палиано, маркиз ди Маноппелло, граф ди Тальякоццо, великий коннетабль Неаполитанского королевства (1520), вице-король Абруццо, испанский генерал (женат на Джованне Арагонской, внучке короля Фердинанда Неаполитанского).
Виттория Колонна воспитывалась в семье своего будущего свёкра, при дворе Констанцы д’Авалос, в то время управлявшей островом Иския. Здесь собирались многие знаменитости того времени, Бернардо Тассо, Паоло Джовио, Джакопо Саннадзаро и другие. Девушка научилась латинскому языку, приобрела большие познания в итальянской литературе, начала заниматься поэзией.

### Брак
Приют мой одинокий прост и строг:

Живу, как птица, на утесе голом,

К возлюбленным сердцам, к ветвям веселым

Не возвращаться я дала зарок.

Зато для гимнов здесь простор широк:

Ты солнцем светишь мне над мрачным долом,

И стаи мыслей с клекотом тяжелым

Слетаются, свернув с других дорог.

Тут наступает счастья миг короткий,

Когда они, восторженны и кротки,

К блаженству дольнему влекут меня.

Но если б слов пылающая сила

Твой образ возродила из огня,

Я бы восторга высшего вкусила!
Когда в 1509 году она и жених достигли возраста семнадцати лет, их обвенчали (27 декабря). Полное имя и титулы её мужа звучали Фердинанд (Ферранте) д’Авалос д’Аквино д’Арагон, маркиз ди Пескара, вице-король Милана и испанский генерал. Брак, изначально заключённый по расчёту, оказался исполненным глубокой любви, но при этом оставался бездетен.
Супруги проживали на Искии до 1511 года, когда её муж предложил свою шпагу борцам со вторгшимися французами (см. Война Камбрейской лиги). Он был взят в плен в сражении при Равенне (1512) и отправлен во Францию. В течение месяцев плена и долгих лет военной кампании, последовавших за ним, Виттория и Ферранте обменивались самыми страстными письмами в прозе и стихах.
Начиная с 1512 года Виттория постоянно оставалась одна. Она усыновила молодого родственника Альфонсо дель Васто и в то же время поселилась в Риме (1515—1520).
Супруги видели друг друга редко, поскольку Фернандо был одним из самых активных и блестящих капитанов Карла V. Но влияние Виттории было достаточным, чтобы уговорить его не присоединяться к лиге против императора после сражения при Павии (1525), и отказаться от короны Неаполя, которую ему предложили во время заговора Мороне, склоняя к измене императору «для освобождения Италии». По сообщению её кузена, кардинала Помпео Колонны, она сказала, что «предпочла бы умереть супругой храбрейшего из маркизов и вернейшего из генералов, чем жить супругой короля, опозоренного хоть малейшим пятном бесчестья».

### Вдовство
В 1525 году Ферранте был смертельно ранен при преследовании Массимилиано Сфорцы и в ноябре скончался от ран в Милане. Виттория получила известие о его смерти, будучи в Витербо, откуда стремительно отправилась в Рим.
35-летняя вдова собралась уйти в монастырь, куда уже поступила как светский гость, но её отговорил папа Климент VII. Она поселилась на Искии в фамильном Арагонском замке (Кастелло Арагонезе), где оставалась в течение нескольких лет и оплакала смерть своего мужа в ряде стихов. Она отказалась от нескольких предложений руки и сердца и начала создавать те Rime spirituali, которые станут отличительными чертами её творчества.
В 1529 году она возвратилась в Рим, опустошения которого в 1527 году она счастливо избежала. Следующие несколько лет она провела между ним, Орвето, Искией и другими местами. 1537 год она прожила в Ферраре в ожидании разрешения папы отбыть в Святую землю из Венеции, но это путешествие не состоялось из-за её плохого здоровья. В Ферраре она обрела новых друзей и по просьбе отца Бернардино Окино (впоследствии принявшего протестантизм) использовала своё влияние для получения разрешения основать капуцинский монастырь. Ранняя смерть её воспитанника дель Васто заставила её окончательно распроститься с миром: она поступила в монастырь Сант’Анна в Риме.

### Религиозный кружок
Ещё в ранние годы в Риме Виттория завела знакомство с Марко Джероламо Вида, Аннибале Каро, Пьетро Бембо, Франческо Мольца, Садолетти, Бальдассаре Кастильоне и другими видными интеллектуалами той эпохи. Со временем вокруг вернувшейся в вечный город овдовевшей поэтессы также собрался кружок поэтов, писателей и религиозных деятелей, объединённых жаждой духовного совершенствования и смутного желания религиозных реформ для обновления католической церкви. Они называли себя spirituali и вошли в историю под именем «итальянские реформаторы». Она была близка со многими из будущих итальянских протестантов, такими как Пьетро Карнесекки, Джованни Мороне, эразмитом и мистиком Хуаном де Вальдесом и бывшим генералом ордена францисканцев-обсервантов, а ныне капуцином Бернардино Окино и гуманистом Маркантонио Фламинио, заслужила привязанность кардиналов Реджинальда Поула и Гаспаро Контарини; её родственница Джулия Гонзага была духовной наследницей Вальдеса.
В 1542 году фра Окино был вынужден бежать из Италии в страхе перед Инквизицией. Виттория Колонна, как и кардинал Поул, поспешили откреститься от него, вернувшись обратно в объятия ортодоксии. Виттория старалась избегать любых поступков, которые могли бы противопоставить её Римской церкви. После её смерти Инквизиция провела грандиозный судебный процесс; ей в вину была поставлена неортодоксальность всех её друзей — брата Асканио, кардиналов Поула, Джованни Мороне, Бембо, Контарини и других; этот тезис использовался как доказательство, причём до такой степени, что самого упоминания о том, что кто-либо «посещал маркизу де Пескара» было практически достаточно, чтобы этого человека обвинили в ереси, и этого не избежали даже монахини монастыря святой Екатерины из Витербо, где она проживала.
Виттория имела репутацию лидера реформистского движения, но фактически она никогда не позволяла вовлечь себя во что-либо, что могло быть воспринято как ересь, что видно из её отношения к Окино. Виттория умерла прежде, чем в Италии обострился религиозный кризис, и, хотя она была приверженницей реформ, нет никаких оснований полагать, что сама она когда-либо исповедовала протестантизм.

### Дружба с Микеланджело
В 1536 году Виттория вернулась в Рим, где 47-летняя поэтесса заслужила глубокую дружбу, вернее даже, страстную любовь 61-летнего Микеланджело. Достаточно скоро «первое, естественное, пламенное влечение художника было введено маркизой Пескара с мягкой властностью в рамки сдержанного поклонения, какое единственно приличествовало её роли светской инокини, её скорби по умершему от ран супругу и её философии загробного воссоединения с ним». Своей великой платонической любви он посвятил несколько из своих самых пламенных сонетов, создавал ей рисунки и проводил многие часы в её обществе на террасе церкви Сан-Сильвестро-аль-Квиринале в Риме. Для неё художником написано «Распятие», дошедшее до нас в поздних копиях. Идеи религиозного обновления, волновавшие участников кружка Виттории, наложили глубокий отпечаток на мировоззрение Микеланджело тех лет. Их отражение видят, например, во фреске «Страшный суд» в Сикстинской капелле.
Виттория является единственной женщиной, имя которой прочно связывают с Микеланджело, которого большинство исследователей склонно считать гомо-, или по крайней мере бисексуалом. Согласно мнению исследователей интимной жизни Микеланджело, его пылкая страсть к маркизе являлась плодом подсознательного выбора, поскольку её святой образ жизни не мог представлять угрозы его гомосексуальным предпочтениям. «Он возвёл её на пьедестал, но вряд ли его любовь к ней можно назвать гетеросексуальной: он звал её „мужчина в женщине“ (un uomо in una donna). Его стихи к ней… подчас трудно отличить от сонетов к юноше Томмазо Кавальери, к тому же известно, что Микеланджело сам подчас заменял обращение „синьор“ на „синьора“ перед тем, как пустить свои стихи в народ». (В будущем ещё раз его стихи были подвергнуты цензуре его внучатым племянником перед опубликованием).
Её отъезд в Орвьето и Витербо в 1541 году по причине восстания её брата Асканио Колонна против Павла III не вызывал изменения в её отношениях с художником, и они продолжали посещать друг друга и переписываться как прежде. Она возвратилась в Рим в 1544 году.
И высочайший гений не прибавит

Единой мысли к тем, что мрамор сам

Таит в избытке, — и лишь это нам

Рука, послушная рассудку, явит.

Жду ль радости, тревога ль сердце давит,

Мудрейшая, благая донна, — вам

Обязан всем я, и тяжел мне срам,

Что вас мой дар не так, как должно, славит.

Не власть Любви, не ваша красота,

Иль холодность, иль гнев, иль гнет презрений

В злосчастии моем несут вину, —

Затем, что смерть с пощадою слита

У вас на сердце, — но мой жалкий гений

Извлечь, любя, способен смерть одну.
Друг и биограф художника Кондиви пишет:
Особенно велика была любовь, которую он питал к маркизе Пескара, влюбившись в её божественный дух и получив от неё безумную ответную любовь. До сих пор хранит он множество её писем, исполненных самого чистого и сладчайшего чувства… Сам он написал для неё множество сонетов, талантливых и исполненных сладостной тоски. Много раз покидала она Витербо и другие места, куда ездила для развлечения или чтобы провести лето, и приезжала в Рим только ради того, чтобы повидать Микеланджело.
 А он, со своей стороны, любил её так, что, как он мне говорил, его огорчает одно: когда он пришел посмотреть на неё, уже неживую, то поцеловал только её руку, а не в лоб или в лицо. Из-за этой смерти он долгое время оставался растерянным и как бы обезумевшим
Биографы знаменитого художника отмечают: «Переписка этих двух замечательных людей представляет не только высокий биографический интерес, но является прекрасным памятником исторической эпохи и редким примером живого обмена мыслей, полных ума, тонкой наблюдательности и иронии».
Исследователи пишут по поводу сонетов, посвящённых Микеланджело Виттории: «Нарочитый, вынужденный платонизм их отношений усугубил и довёл до кристаллизации любовно-философский склад микеланджеловской поэзии, отразившей в значительной мере воззрения и стихотворчество самой маркизы, игравшей в течение 1530-х годов роль духовной руководительницы Микеланджело. Их стихотворная „корреспонденция“ вызывала внимание современников; едва ли не самым знаменитым был сонет 60, ставший предметом специального толкования».
Записи бесед Виттории и Микеланджело, к сожалению, сильно обработанные, сохранились в дневниках Франческо д'Олланда, близкого к кружку spirituali.

### Отношение прочих современников
Пьетро Бембо был среди самых пылких её поклонников, Луиджи Аламанни и Бальдасаре Кастильоне — среди её литературных друзей. А дядя по материнской линии, Гвидобальдо да Монтефельтро и его жена Елизавета Гонзага, герцоги Урбинские, в знаменитом «Придворном» Кастильоне являются символическими фигурами (подобно тому, как Чезаре Борджиа в «Государе» Макиавелли, а её отец в его же «Искусстве войны»).
Также Лудовико Ариосто посвятил ей несколько блестящих строк в «Орландо» (37). Других поэтов, в числе которых Галеаццо ди Тарсиа, привлекает её аристократическая сдержанность и прочувствованная религиозность. Рафаэль изображает её в числе персонажей своей знаменитой фрески «Парнас». Рукопись её стихов была в библиотеке Маргариты Наваррской, на которую поэтесса оказала некоторое влияние.
«Окружённая толпой поклонников её красоты и талантов в годы молодости, она и в старости была предметом поклонения за свои высокие нравственные достоинства: на неё смотрели как на святую». История её жизни создаёт отрадный контраст с распущенностью многих её современников, к примеру, Борджиа.

### Смерть
Предчувствуя смерть, она в 1546 году велела перенести себя из монастыря бенедектинок св. Анны во дворец двоюродной сестры Джулии Колонны, где и умерла 15 февраля 1547 году в присутствии Микеланджело в возрасте 57 лет.
Накануне смерти она написала свой последний сонет, с которым с радостью предвкушала грядущую встречу с Творцом:

Вижу, тучи прочь разгоняя, всё ближе Всевышний

Подходит. Из сердца вон моего, туманы

Земной любви! на лик чтоб Его осиянный

Случайно теней не отбросить, порочных излишне.

## Сочинения
Любила жизнь бездумно я годами,

Меня пьянила слава, как вино,

Но зря — в беде увидев жизни дно,

К Творцу пришла обратно со слезами.

И помогло. Пишу теперь гвоздями

Его Креста, а не простым пером,

Чернила – Его кровь. Пою я лишь одно:

Горение Христовыми Страстями.

Но вдохновенья нет. Бессильны тут Парнас,

Делос, Кастальский ключ. Ищу

Других холмов, другой воды алкаю.

Но горний мир закрыт для смертных глаз.

Молю!  Даруй мне свет. От жажды трепещу.

Один лишь знак, и строчки засверкают!
Как отмечают современные литературоведы, её любовные и элегические стихи являются плодом скорее чувствительного и изящного подражательного дара, чем сильного оригинального таланта. Обессмертили её имя произведения, последовавшие за смертью её мужа, самыми выдающимися из них считаются сонеты её зрелых лет — благозвучные стихи, в которых звучит глубокое внутреннее благочестие, радостная надежда и неизменная вера. «Стилистика поэзии Колонны очень сдержанна, ей не свойственны эмоциональные порывы, и как будто отражает образ жизни поэтессы, своей почти аскетичностью поражавший её почитателей», отмечают исследователи. Как правило, отмечают, что её творчество находится в русле стиля Петрарки, но в крупном произведении Trionfo di Cristo отмечают также влияние Данте и Савонаролы.
Некоторые из её произведений были написаны при жизни мужа, но в большинство своём они относятся к периоду вдовства. После того, как отдельные рукописные списки её стихов начали хождение в читательских кругах, в 1538 году наконец было предпринято печатное издание. Оно содержало 136 стихов, которые позже получат название Rimi amorose — «любовные», так как они восхваляли достоинства её супруга и оплакивали его потерю. В следующем издании появится вторая группа стихов — 16 сонетов Rimi spirituali («духовные»). Более поздние выпуски включали постоянно увеличивающееся число Rimi spirituali, что отражало изменившиеся интересы Виттории.
Как считается, эти издания вышли без одобрения Виттории, и их отбор остаётся на совести составителей. На сегодняшний день стихотворное наследие Виттории включает 390 стихов:
- 141 Rimi amorose (по большей части написаны между 1526 и началом 1530-х годов)
- 217 Rimi spirituali (1530—1540-е годы)
- 32 эпистолярных стихов

Кроме того, известно о находке в XX веке в Ватиканских архивах ранее неизвестной рукописи, принадлежавшей Микеланджело и содержавшей 109 посвящённых ему сонетов, написанных Витторией. Эти стихи были впервые изданы в 2005 году.
Все прозаические произведения Виттории, за одним исключением, являются её письмами. Это три письма молодому кузену, которые были напечатаны в 1544 году как Litere della Divina Vettoria Colonna Marchesana de Pescara alla Duchessa de Amalfi и напечатанное спустя 10 лет после её смерти письмо Бернардино Окино, который к тому времени перешёл в кальвинизм. Письмо вышло как  Pianto sopra la Passione di Cristo и было отцензурировано, чтобы убрать все упоминания о ренегате. Единственная неэпистолярная проза Виттории была издана вместе с Pianto, это было Oratione sopra l’Ave Maria, alla Madonna, размышление о молитве Аве Мария.
издания:
- Стихотворения при её жизни выходили 5 раз:

1. Rime de la diuina Vittoria Colonna, In Parma, Antonio Viotti, 1538.
2. Le rime spirituali della illustrissima signora Vittoria Colonna marchesana di Pescara. Non piu stampate da pochissime infuori, le quali altroue corrotte, et qui corrette si leggono, In Vinegia, appresso Vincenzo Valgrisi, 1546
3. Третий выпуск содержал шестнадцать из её Rime spirituali, в котором религиозные темы рассматривались на итальянском языке, и вскоре был издан во Флоренции.
4. Четвёртый выпуск включал ещё больше сакральных стихов и был выпущен в Венеции в 1544 году.
5. Pianto della marchesa di Pescara sopra la passione di Christo. Oratione della medesima, sopra l’Aue Maria. Oratione fatta il Venerdi santo, sopra la passione di Christo, In Venetia, Paolo Manuzio, 1556

- - Новое издание с неизданными до того стихами принадлежит Висконти, Рим, 1840).
- Её письма изданы под заглавием:
  - «Lettere inedite ed altri documenti relativi ai Colonnesi» (Рим, 1875);
  - «Alcune Lettere inedite» (Турин, 1884);
  - «Corteggio» (Турин, 1889).

## В искусстве
Приходит миг раздумья. Истомленный,

Вникаешь в полнозвучные слова

Канцон медвяных, где едва-едва

Вздыхает голос плоти уязвленной.

Виттория Колонна и влюбленный

В неё Буонарроти. Эти два

Сияния, чья огненность жива

Через столетья, в дали отдаленной.

Любить неразделённо, лишь мечтой.

Любить без поцелуя и объятья.

В благословеньи чувствовать заклятье.

Творец сибилл, конечно, был святой.

И как бы мог сполна его понять я?

Звезда в мирах постигнута — звездой.
Образ Виттории и история её взаимоотношений с Микеланджело привлёкли внимание поэтов и художников позднего времени:
- Лонгфелло, стихотворение «Vittoria Colonna»[17] и поэма «Микеланджело».
- Бальмонт, стихотворение «Неразделённость».
- Жюль Жозеф Лефевр, вымышленный портрет Виттории «Diva Vittoria Colonna», XIX век
- Луи Арагон, Plainte pour la mort de madame Vittoria Colonna, marquise de Pescaire[18].